# Raión de Buryn
Buryn (en ucraniano: Буринський район) es un raión o distrito de Ucrania en el óblast de Sumy. 
Comprende una superficie de 1100 km².
La capital es la ciudad de Buryn.

## Demografía
Según estimación 2010 contaba con una población total de 27831 habitantes.

## Otros datos
El código KOATUU es 5920900000. El código postal 41700 y el prefijo telefónico +380 5454.